# Рафаэль Санчес Педроса
Рафаэль Санчес Педроса (кат. Rafael Sánchez Pedrosa; 14 февраля 1974, Андорра-ла-Велья, Андорра) — андоррский футболист, нападающий. Лучший бомбардир чемпионата Андорры сезона 1997/98.

## Биография
В 1991 году в семнадцатилетнем возрасте начал играть в команде «Андорра» из Андорра-ла-Велья. В составе клуба провёл одну игру в рамках Сегунды Б против «Манльеу» (2:1).
В сезоне 1997/98 в качестве игрока «Санта-Коломы» с 36 забитыми голами стал лучшим бомбардиром чемпионата Андорры, однако его команда отстала на одно очко от победителя — «Принсипата» и заняла второе место. Педроса принял участие в двух матчах предварительного раунда Кубка УЕФА 2001/02 против белградского «Партизана», в которых андоррская команда уступила с общим счётом (1:8).

## Достижения
- Серебряный призёр чемпионата Андорры (1): 1997/98
- Лучший бомбардир чемпионата Андорры (1): 1997/98